# 800 (număr)
800 (opt sute) este numărul natural care urmează după 799 și precede pe 801 într-un șir crescător de numere naturale.

## În matematică
800:
- Este un număr par.[1][2]
- Este un număr compus.[3]
- Este un număr abundent.[4][5]
- Este un număr Harshad.[6][7]
- Este un număr rotund.[8][9]
- Este un număr palindromic în bazele 7 (22227), 19 (24219), 31 (PP31) și 799 (11799).
- Este un număr repdigit în bazele 7 (22227), 31 (PP31) și 799 (11799).
- Este suma a patru numere prime (800 = 193 + 197 + 199 + 211).

## În știință

### În astronomie
- 800 Kressmannia este un asteroid din centura principală.

## În alte domenii
800 se poate referi la:
- 800 de leghe pe Amazon, o carte de Jules Verne.